# 岡村真美子
岡村 真美子（おかむら まみこ、1984年1月26日 - ）はピアニストで、元ウェザーマップ所属の気象予報士。

## 来歴・人物
山梨県甲府市生まれ。身長151cm。
父は英文法が専門の大学教授、母はフルート奏者、祖父は物理学の学者。母に音楽の手ほどきを受け、2歳でピアノを始め、3歳の時にヤマハ音楽教室へ通うようになる。
小学生時代は漫画『美少女戦士セーラームーン』の大ファン。中学生時代は科学雑誌『ニュートン』を定期購読。天文学好きなのが高じて、将来はNASAで働きたいと思ったこともあった。高校生時代は理系のクラスに在籍。
山梨県立甲府第一高等学校を経て国立音楽大学音楽学部器楽学科へ入学。有賀恵、三木香代にそれぞれ師事、在学中は、アレクサンダー・サッツ、ウラディミール・トロップのレッスンを受講。2006年には読売新聞新人演奏会出演など音楽家としての活動をする一方、大学卒業後にウェザーマップを介して静岡放送と専属契約を結び、気象キャスターとして数々の番組に出演した（契約期間中は毎日、東京から新幹線通勤をしていたという）。
2011年から活動の本拠を東京へ移すとともに、静岡放送との専属契約を終了。2011年4月からは『NHKニュース7』（土日祝）の気象情報を担当、2012年4月から平日担当の寺川奈津美と入れ替わるかたちで、月曜〜金曜（祝日を除く）の気象情報を担当していた。一方ではピアニストとしての活動も活発に行っていた。
インターネットの一部では「7時28分の妹」「魔法少女」のニックネームが付けられている。これは『NHKニュース7』において、持っている指示棒の先が天気予報の星のマークと重なり、魔法のステッキに見えることに由来する。
NHKニュース7気象コーナーを体調不調などの理由で突如休むこともあり、2014年8月5日から番組を休んだのちに同月30日から再び寺川と入れ替わるかたちで土日祝の出演で復活するも、同年12月23日の出演を最後に降板した。

## 出演

### 静岡放送時代
2009年4月から2011年3月まで、静岡放送（SBS、TBS系列）と専属契約を締結。
- SBSイブニングeye（静岡放送、月曜〜金曜 16:45）
- 得する天気[9]（静岡放送、火曜 - 木曜 21:54）
- えなりかずき!そらナビ（CBC中部日本放送）※静岡からの中継担当
- みのもんたの朝ズバッ!（TBS、2009年）[10]
- ※このほか、TBS系列で毎年元旦に放送されている「初日の出特番」へも静岡から生中継もしくはVTRで出演していたほか、「静岡発そこ知り」（静岡放送）へも単発での出演があった。

- NTTドコモ・インフォマーシャル（静岡放送のみで放送。2011年3月まで）

### 日本放送協会
- NHKニュース7 気象情報（NHK総合テレビ）
  - 土日祝担当（2011年4月9日 - 2012年4月1日、2014年8月30日 - 12月23日）
  - 祝日以外の月曜〜金曜担当（2012年4月2日 - 2014年8月）

## 著書
- 岡村真美子 フォトエッセイ『空のソムリエ』（ワニブックス、2014年12月）ISBN 978-4847092985